# Boloria subalpina
Boloria subalpina är en fjärilsart som beskrevs av Petersen 1947. Boloria subalpina ingår i släktet Boloria och familjen praktfjärilar. Inga underarter finns listade i Catalogue of Life.